# Спорт у Бутані

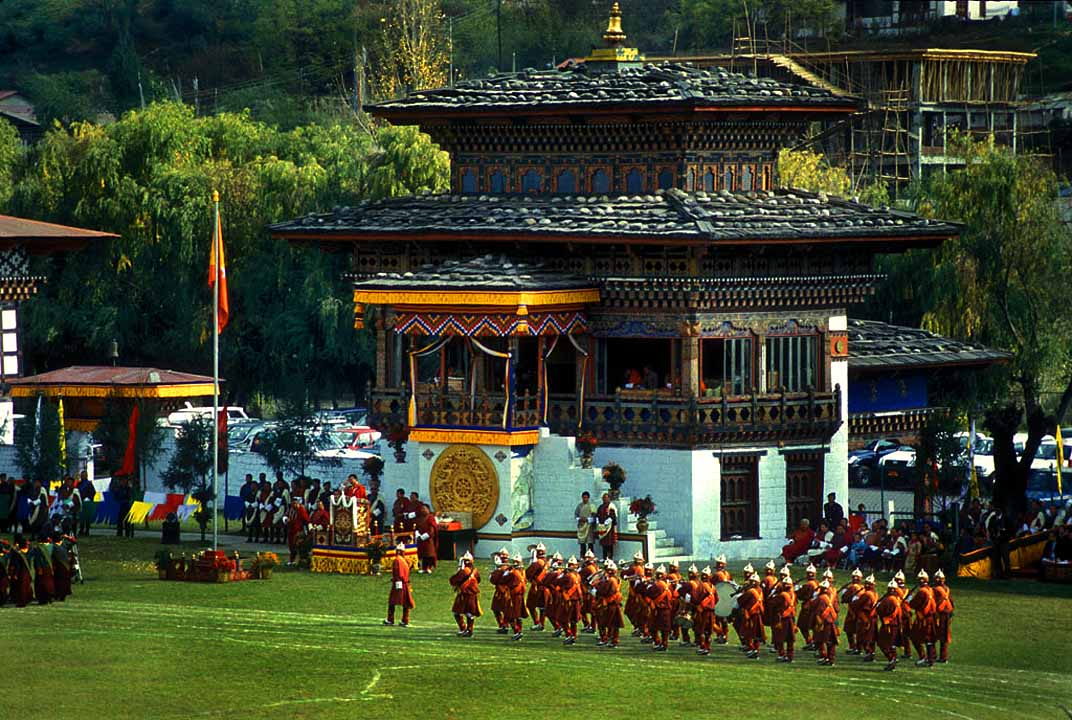
Парад на стадіоні Чанглімітанг

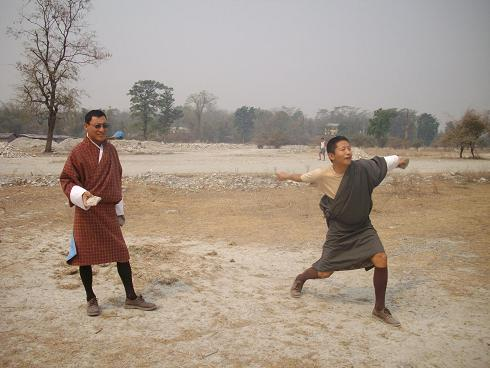
Бутанці за грою в дегор

Національним видом спорту в Бутані є стрільба з лука. У більшості сіл регулярно проводяться змагання з цього виду спорту. Він відрізняється від олімпійських стандартів розміщенням мішеней і умовами. Дві мішені розташовують на відстані понад 100 м одна від одної і команди стріляють з одного кінця поля в інший. Кожен член команди за раунд робить два постріли. Традиційна стрільба з лука в Бутані є соціальним явищем і змагання проводяться між селами, містами і аматорськими командами. Під час змагань вживають різні страви та напої, вони також супроводжуються піснями і танцями.
У Бутані також популярна командна гра на відкритому повітрі кхуру (англ. Khuru), що нагадує дартс, в якій гравці кидають важкі дерев'яні дротики з 10-сантиметровими цвяхами в м'які мішені, розташовані на відстані 10-20 м.
Іншим традиційним видом спорту в Бутані є дегор, схожий на спортивне штовхання ядра і кидання підкови. У країні також набрав популярність крикет, особливо після початку трансляцій індійських телеканалів. Збірна Бутану з крикету є однією з найкращих в регіоні. У 2002 році збірна Бутану з футболу зіграла зі збірною Монтсеррату, про що був знятий документальний фільм «Інший фінал». Цей матч відбувся в той же день, що й гра між збірними Бразилії та Німеччини у фіналі чемпіонату світу, на той момент збірні Бутану і Монтсеррату займали два нижчих місця в рейтингу ФІФА. Матч відбувся в Тхімпху на стадіоні Чанглімітанг і закінчився перемогою збірної Бутану з рахунком 4:0.
Останнім часом в країні набирають популярність такі види спорту як баскетбол, волейбол, теніс і настільний теніс.